# Iudeea și Samaria
Acest articol face referire la o regiune administrativă a Israelului numită Iudeea și Samaria. Pentru regiunile geografice prezente în biblie, vezi Iudeea și Samaria.
Iudeea și Samaria (אֵזוֹר יְהוּדָה וְשׁוֹמְרוֹן, Ezor Yehuda VeShomron, de asemenea un acronim יו"ש Yosh sau ש"י Shai; اليهودية والسامرة, al-Yahudiyyah was-Sāmerah) este termenul israelian oficial care face referire la teritoriul din afara „liniei verzi” (linia de armistițiu din 1949. granița de facto a Israelului până la 5 iunie 1967), cunoscut ca Cisiordania și la toate așezările evreiești de acolo cu excepția părții de est a Ierusalimului.

## Terminologie
Samaria a fost numele unui district administrativ al Mandatului britanic pentru Palestina.

## Sub-regiuni administrative
Districtul este divizat în 8 regiuni administrative militare: Menashe (zona Jenin), HaBik'a (Valea Iordanului), Shomron (zona Shechem, cunoscut în arabă ca Nablus), Efrayim (zona Tulkarm), Binyamin (zona Ramallah/al-Bireh), Maccabim (zona Maccabim), Etzion (zona Betleem) și Yehuda (zona Hebron).

## Municipalități
| Orașe                                                 | Consilii locale | Consilii regionale                                                                         |
| ----------------------------------------------------- | --- | ------------------------------------------------------------------------------------------ |
| - Ariel - Betar Illit - Ma'ale Adumim - Modi'in Illit | - Alfei Menashe - Beit Aryeh-Ofarim - Beit El - Efrat - Elkana - Giv'at Ze'ev - Har Adar - Immanuel - Karnei Shomron - Kedumim - Kiryat Arba - Ma'ale Efraim - Oranit | - Gush Etzion - Har Hebron - Matte Binyamin - Megilot Dead Sea - Shomron - Biq'at HaYarden |